# Журнал ІМХО
«Журнал ІМХО» — український науково-популярний портал. Журнал присвячено науковому погляду на життя, популяризації наукового підходу у сприйнятті навколишнього світу.

## Основна мета проекту
Створення в уанеті повноцінного науково-популярного ЗМІ, здатного:
- ефективно вирішувати проблеми в сфері популяризації науки;
- поліпшити імідж української науки і вітчизняного наукового співтовариства;
- надати українським винахідникам і вченим реальну допомогу в інформуванні широкої громадськості про свої винаходи та наукові розробки.
- своєчасно інформувати споживачів про всі найважливіші події у світі сучасної науки;
- служити легкодоступним і популярним джерелом актуальної наукової інформації про світ для українського населення.

## Концепція
Теорія і практика пізнання світу. Істина, як об'єктивна реальність. Інтелект, як новітній, з точки зору еволюції, інструмент пізнання істини.

## Основні рубрики
- Людина і наука
- Людина і суспільство
- Людина і людина
- Людина і внутрішній світ